# Platyceps insulanus
Espèce
Synonymes
- Coluber insulanus Mertens, 1965

Statut de conservation UICN

 DD  : Données insuffisantes
Platyceps insulanus est une espèce de serpents de la famille des Colubridae.

## Répartition
Cette espèce est endémique de l'île Sarad Sarso dans l'archipel des îles Farasan en Arabie saoudite.

## Taxinomie
Ce taxon n'a pas de statut clair. Il n'est mentionné ni par Leviton ni par Egan,.

## Description
L'holotype de Platyceps insulanus mesure 91 cm dont 15 cm pour la queue.

## Étymologie
Son nom d'espèce, du latin insŭlānus, « qui habite une île », lui a été donné en référence au lieu de sa découverte.

## Publication originale
- Mertens, 1965 : Eine neue Natter von einer Insel des roten Meeres. Senckenbergiana Biologica, vol. 46, no 1, p. 5-9 (texte intégral).